# Asmets
Cet article court présente un sujet plus développé dans : Boô-Silhen.
Ancienne commune des Hautes-Pyrénées, Asmets a existé jusqu’à 1801. 
Entre 1791 et 1801 elle a fusionné avec la commune de Boô et Silhen pour former la nouvelle commune de Boô-Silhen.

## Toponymie

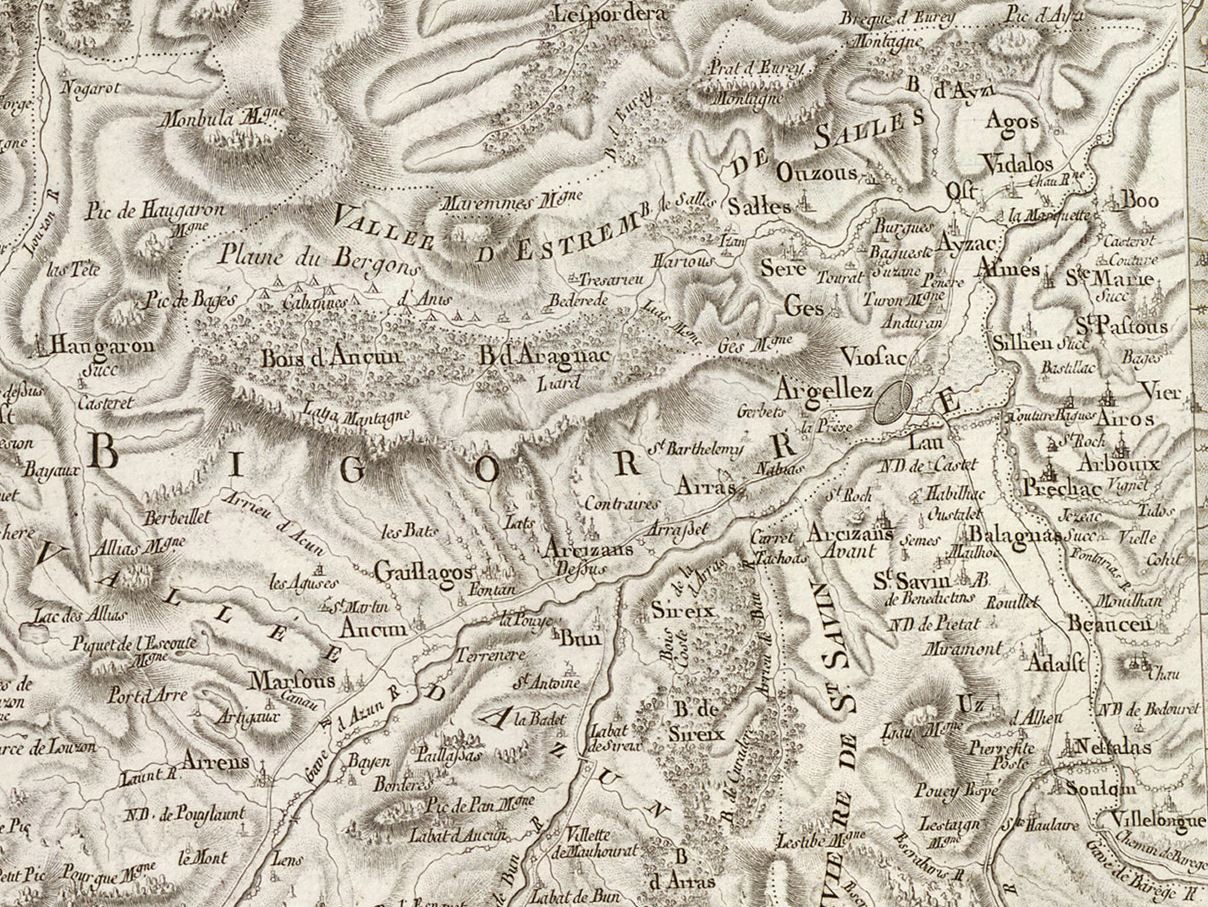
Extrait de la carte de Cassini (entre 1756 et 1789) situant Boô, Asmets et Silhen séparément

On trouvera les principales informations dans le Dictionnaire toponymique des communes des Hautes Pyrénées de Michel Grosclaude et Jean-François Le Nail qui rapporte les dénominations historiques du village :

### Asmets
Dénominations historiques :
- Afmets, (fin XVIIIe siècle, carte de Cassini).

### Historique administratif
Pays et sénéchaussée de Bigorre, Lavedan. Arribèra de Davantaygue, canton de Davantaygue (1790).

## Lieux et monuments
- L’Église Saint-Jean-Baptiste d'Asmets.

Sélection de vues des monuments.
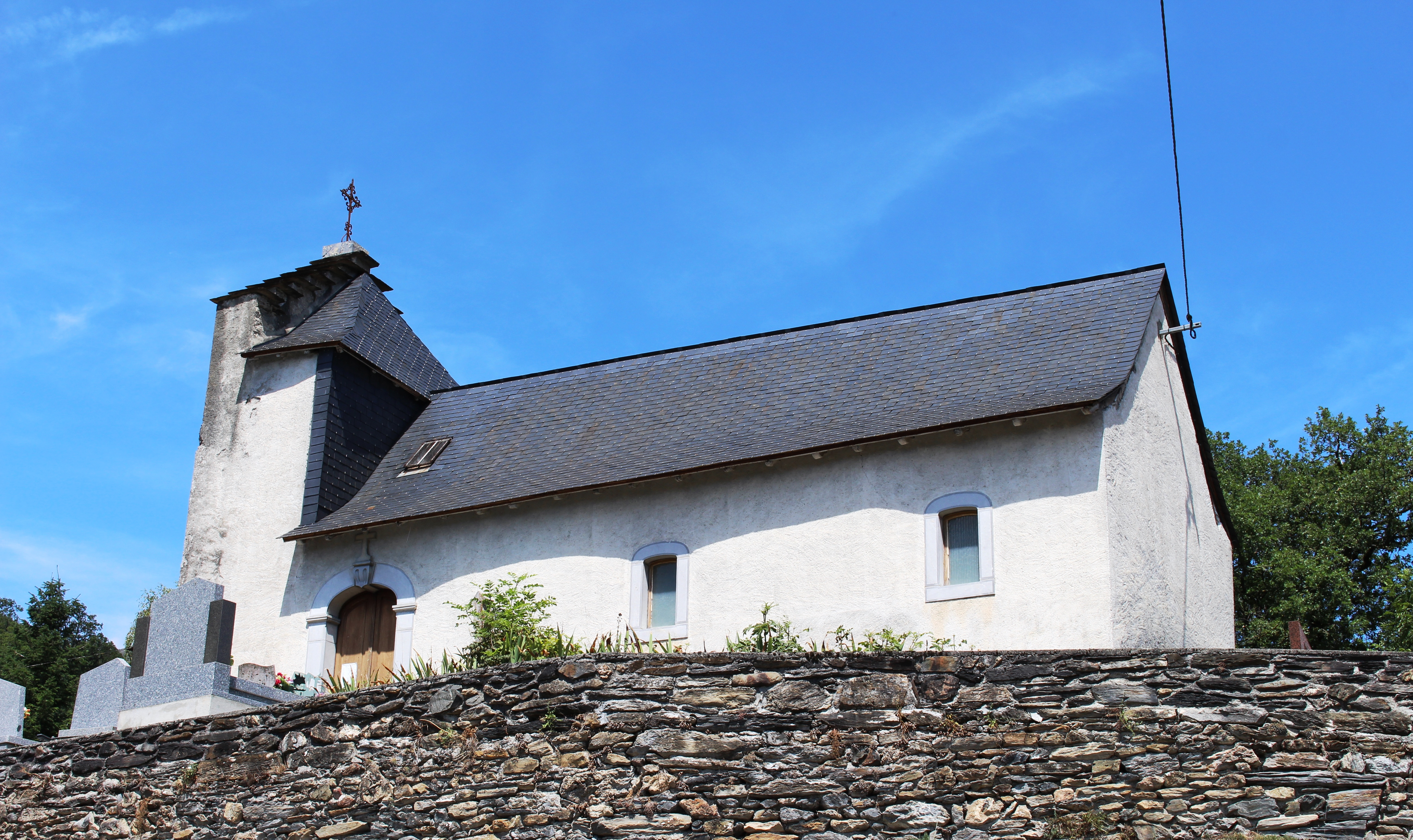
Église Saint-Jean-Baptiste d'Asmets.
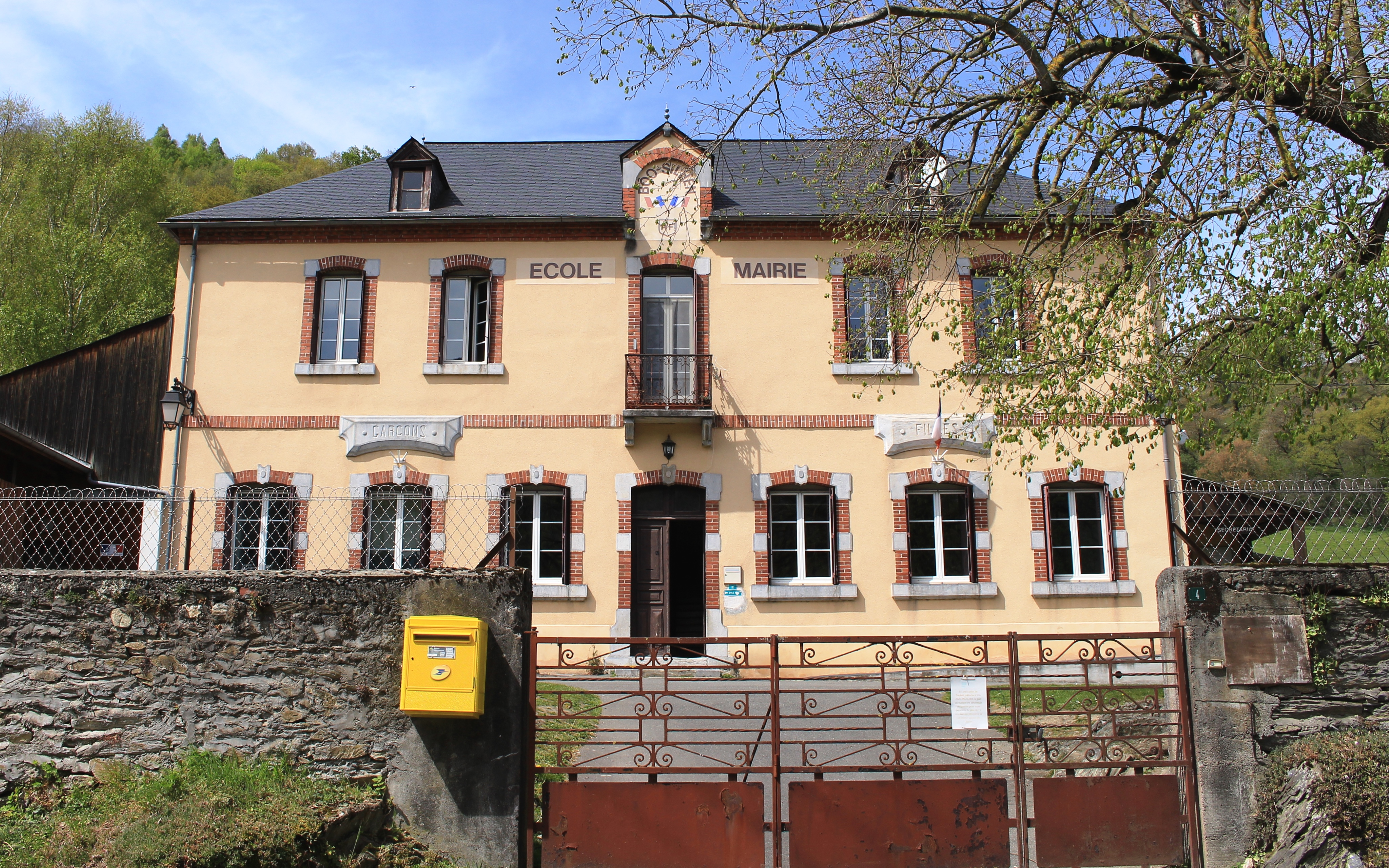
La mairie de Boô-Silhen situé à Asmets en 2021.